# Ukrop

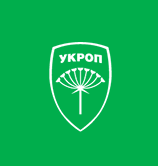
UKROP:s symbol

UKROP (ukrainska: УКРОП) är ett nationalistiskt politiskt parti i Ukraina, bildat 18 juni 2015. Namnet är en förkortning av "ukraniska förbundet av patrioter", ukrainska: Українське об'єднання патріотів, och dess bokstavliga betydelse är "dill", vilket syftar på ett ryskt öknamn på ukrainare.
Partiledare är Hennadij Korban. Partiet grundades av personer som menade att president Petro Porosjenko inte intog en tillräckligt hård linje mot Ryssland.

### Fotnoter
1. ↑  Jakt på oligarker splittrar Ukraina, Dagens Nyheter 2015-11-06